# Finnish Juniors 2014
Das Finnish Juniors 2014 fand als bedeutendstes internationales Nachwuchsturnier von Finnland im Badminton vom 24. bis zum 26. Oktober 2014 in Espoo statt. Es war die erste Auflage der Veranstaltung.

## Sieger und Platzierte
| Disziplin    | Gold                              | Silber                          | Bronze                              |
| ------------ | --------------------------------- | ------------------------------- | ----------------------------------- |
| Herreneinzel | Angus Pedersen                    | Bernardo Atilano                | Karl Murgård                        |
| Herreneinzel | Angus Pedersen                    | Bernardo Atilano                | Richard Kuhl                        |
| Dameneinzel  | Isabel Fernández                  | Kristin Kuuba                   | Ebba Strid                          |
| Dameneinzel  | Isabel Fernández                  | Kristin Kuuba                   | Helina Rüütel                       |
| Herrendoppel | Angus Pedersen Matthew Widdicombe | Oliver Hjälm Thai To            | Felix Nandin Oskar Westerlund       |
| Herrendoppel | Angus Pedersen Matthew Widdicombe | Oliver Hjälm Thai To            | Duarte Nuno Anjo Bernardo Atilano   |
| Damendoppel  | Kristin Kuuba Helina Rüütel       | Ksenia Evgenova Ekaterina Kut   | Kati-Kreet Marran Sale-Liis Teesalu |
| Damendoppel  | Kristin Kuuba Helina Rüütel       | Ksenia Evgenova Ekaterina Kut   | Clara Nistad Moa Sjöö               |
| Mixed        | Angus Pedersen Ekaterina Kut      | Alexandr Kozyrev Yana Ignatyeva | Max Flynn Aleksandra Semenova       |
| Mixed        | Angus Pedersen Ekaterina Kut      | Alexandr Kozyrev Yana Ignatyeva | Thai To Moa Sjöö                    |